# I Wanna Love You
"I Wanna Love You" (em português:  Quero Te Amar), também conhecida como "I Wanna Fuck You" (em português:  Quero Transar Com Você), é o segundo single do cantor senegalês Akon, com participação de Snoop Dogg, em seu segundo álbum Konvicted (2006). Ela também está no sexto álbum de Dogg, The Blue Carpet Treatment (2006). Essa canção é o primeiro single de Akon a alcançar a posição #1 na parada musical Billboard Hot 100 e também é a segunda com participação de Snoop Dogg a chegar no topo da parada. Na versão censurada da música, foi substituída a palavra "fuck" por "love". A canção foi originalmente feita por Plies, um rapper revelação vindo de Fort Myers, Flórida, EUA, mas seus versos foram substituídas pela parte do Snoop Dogg, por motivos explicados abaixo. Até seu nome foi tirado dos créditos de compositores. Foi feita uma versão chamada "I Wanna Fuck U", de Akon com particpação de Snoop Dogg e Tego Calderon. A canção foi cantada ao vivo no American Music Awards de 2006.

## Videoclipe
O videoclipe foi dirigido por Benny Boom e premiado no 106 & Park de BET, em 17 de Novembro de 2006. A música também teve uma versão diferente gravada para a MTV Portugal e para a Cidade FM, e conta com a colaboração de Boss AC.

## Desempenho nas paradas

### Posições
| Tabelas (2006–07)                              | Melhor posição |
| ---------------------------------------------- | -------------- |
| Austrália (ARIA)                               | 6              |
| Áustria (Ö3 Austria Top 75)                    | 29             |
| Bélgica (Ultratop 50 de Flandres)              | 16             |
| Bélgica (Ultratop 50 da Valônia)               | 13             |
| República Checa (Rádio Top 100)                | 7              |
| Dinamarca (Hitlisten)                          | 2              |
| O campo songid é OBRIGATÓRIO PARA PARADA ALEMÃ | 14             |
| Hungria (Dance Top 40)                         | 28             |
| Irlanda (IRMA)                                 | 2              |
| Países Baixos (Single Top 100)                 | 20             |
| Nova Zelândia (Recorded Music NZ)              | 2              |
| Noruega (VG-lista)                             | 16             |
| Eslováquia (Rádio Top 100)                     | 40             |
| Suécia (Sverigetopplistan)                     | 17             |
| Suíça (Schweizer Hitparade)                    | 16             |
| Reino Unido (UK Singles Chart)                 | 3              |
| Estados Unidos (Billboard Hot 100)             | 1              |
| Estados Unidos (Billboard Mainstream Top 40)   | 3              |
| Estados Unidos (Billboard R&B/Hip-Hop Songs)   | 3              |